# Thuy Trang
Thuy Trang, född 14 december 1973 i Saigon, Sydvietnam, död 3 september 2001 nära San Francisco, USA (i en bilolycka), var en vietnam-amerikansk skådespelare. Hon var främst känd för sin roll som Trini Kwan, den ursprungliga gula rangern, i Power Rangers-serien. Hon avled i en biloycka.

## Filmografi
- 1993-1994 – Mighty Morphin Power Rangers
- 1996 – Spy Hard
- 1996 – The Crow: City of Angels